# Aleksandar Flaker
Aleksandar Flaker (ur. 24 lipca 1924 w Białymstoku, zm. 25 października 2010 w Zagrzebiu) – chorwacki literaturoznawca, teoretyk literatury i eseista pochodzenia polskiego.

## Życiorys
Urodził się w Białymstoku, w 1931 wraz z rodziną przeniósł się do Zagrzebia, gdzie ukończył szkołę podstawową, a następnie szkołę średnią w Senju. W 1949 ukończył studia slawistyczne w Zagrzebiu, a w 1953 obronił pracę doktorską pt. Pravaštvo i ruska književnost. Po ukończeniu studiów otrzymał stanowisko asystenta prof. Josipa Badalicia. W 1955 wydawał z Zdenko Škrebem almanach Pogledi 55, skupiające grono młodych literaturoznawców. Dwa lata później grupa ta zaczęła wydawać pismo Umjetnost riječi.
Studia kontynuował w latach 1956-1957 na Uniwersytecie Moskiewskim. Po powrocie do kraju wykładał literaturę rosyjską na Uniwersytecie w Zagrzebiu. Jako profesor wizytujący wykładał w Amsterdamie, Freiburgu, Monachium, w Wiedniu, Grazu, a w 1973 na uniwersytecie Yale. W 2002 przeszedł na emeryturę.
Zainteresowania badawcze Flakera obejmowały literaturę rosyjską i chorwacką, zajmował się także literaturoznawstwem porównawczym i teorią literatury. Stworzył własną metodę badania dzieł literackich, zwaną metodą formalną, zakładającą autonomię tekstu literackiego i uwolnienie się od dualizmu treści i formy. Od 1957 należał do zespołu redakcyjnego pisma Umjetnost riječi, a także wydawanego w Amsterdamie pisma Russian Literature i wydawanego w Budapeszcie czasopisma literackiego Neohelikon. Zajmował się także tłumaczeniem literatury rosyjskiej.
Był członkiem Chorwackiej Akademii Nauki i Sztuki, członkiem korespondentem Słoweńskiej Akademii Nauk i Sztuki, członkiem korespondentem Polskiej Akademii Umiejętności, członkiem honorowym Węgierskiej Akademii Nauk, a także członkiem chorwackiego PEN Clubu. W 1984 za wybitne osiągnięcia naukowe otrzymał nagrodę im. Vladimira Nazora, a w 2000 nagrodę Cyklopa za całokształt dokonań twórczych.
Był żonaty (żona Mirjana Borcić), miał córkę Goranę. Zmarł na raka płuc.

## Dzieła
- 1962: Suvremeni ruski pisci.
- 1965: Ruski klasici XIX. stoljeća; udžbenik.
- 1968: Književne poredbe; studija.
- 1975: Modelle der Jeans Prosa - Zur literarischen Opposition bei Plenzdorf im osteuropäischen Romankontext.
- 1976: Proza u trapericama.
- 1976: Stilske formacije; studija.
- 1982: Poetika osporavanja; studija.
- 1984: Ruska avangarda; studija.
- 1987: Izabrana djela, Pet stoljeća hrvatske književnosti.
- 1988: Nomadi ljepote, studija.
- 1995: Riječ, slika, grad.
- 1999: Književne vedute.
- 2009: Riječ, slika, grad rat. Hrvatske intermedijalne studije.
- 2008: Slikarska književnost i književno slikarstvo.